# To Mega Therion (альбом)
To Mega Therion (с греч. «Величайший зверь») — дебютный студийный альбом швейцарской метал-группы Celtic Frost, выпущенный 27 октября 1985 года лейблом Noise Records. Как и мини-альбом Morbid Tales, оказал сильное влияние на становление таких экстремальных жанров метала, как дэт-метал и блэк-метал. Обложкой для альбома стала картина известнейшего художника из Швейцарии и друга Тома Уорриора Ханса Руди Гигера — «Satan I». Шведская Симфоник-метал группа Therion взяла своё название в честь этого альбома.

## Отзывы критиков
| Оценки критиков                  | Оценки критиков |
| Источник                         | Оценка          |
| -------------------------------- | --------------- |
| AllMusic                         | [ 2 ]           |
| Collector's Guide to Heavy Metal | 8/10            |

Нед Раггетт в своём обзоре для AllMusic писал следующее: «Напыщенная „Innocence and Wrath“ начинает To Mega Therion как раз на подходящей ноте — вагнеровские партии духовых, гулкие барабаны и медленное приближение к Апокалипсису. […] Благодаря этому, задавая тон, мы погружаемся в сводящую с ума дикую и запутанную вселенную Celtic Frost на полную катушку, где Уорриор с ликованием и озорной улыбкой исполняет свой вокал, никогда не прибегая к самопародийным воплям кастрата. „The Usurper“ сам по себе стоит того, чтобы его послушать: это потрясающая демонстрация умения Уорриора использовать грубую силу и неожиданно запоминающиеся риффы». По словам Рэггетта, «другие премьерные записи» включают «Circle of the Tyrants», «Dawn of Megiddo», «Tears in a Prophet’s Dream», «Eternal Summer» и «Necromantical Screams». Раггетт завершает свой обзор заявлением о том, что альбом «был и остаётся дэт-металом во всей его красе».

## Влияние
Альбом оказал большое влияние на развивавшиеся в то время жанры дэт- и блэк-метал.
Канадский журналист Мартин Попофф считает альбом «знаковой вехой в блэк-метале» и «наиболее последовательным примером раннего дэт-метала из существующих». Он отметил, что «группа решила больше погружаться в экстрим», и похвалил «удивительно удачные» тексты Тома Уорриора, а также смесь дэт-, блэк- и дум-метала с примесью эмбиента.
Журнал Decibel поставил To Mega Therion на 21-е место в своем списке «Decibel Thrash Top 50». Писатель Ник Грин хвалит как «более чистые» трэш-металические треки, такие как «Circle of the Tyrants», так и экспериментальную направленность как в «Necromantical Screams».

## Список композиций
Все песни написал Томас Габриэль Фишер, кроме указанной.
| №   | Название | Длительность |
| --- | --- | ------------ |
| 1.  | «Innocence and Wrath» | 1:02         |
| 2.  | «The Usurper» | 3:24         |
| 3.  | «Jewel Throne» | 3:59         |
| 4.  | «Dawn of Meggido» | 5:42         |
| 5.  | «Eternal Summer» | 4:29         |
| 6.  | «Circle of the Tyrants»                                                                                                   | 4:36         |
| 7.  | «(Beyond the) North Winds»                                                                                                | 3:04         |
| 8.  | «Fainted Eyes» | 5:00         |
| 9.  | «Tears in a Prophet's Dream»                                                                                              | 2:30         |
| 10. | «Necromantical Screams»                                                                                                   | 6:06         |
| 11. | «Return to the Eve» (Фишер, Мартин Эрик Айн) (Бонусная песня на переиздании 1999 года, взята с EP Tragic Serenades (1986) | 4:08         |

## Участники записи
- Томас Габриэль Фишер — гитара, вокал
- Мартин Эрик Айн — бас-гитара (в песнях 2 и 3)
- Рид Сент-Марк — ударные,
- Доминик Штайнер — бас-гитара